# Диана Йорданова
Диана Иванова Йорданова е народен представител от парламентарната група на ГЕРБ в XLI народно събрание. Владее английски и руски език.

## Биография
Диана Йорданова е родена на 18 януари 1971 година в град Бургас, България. Завършва Английска гимназия в Бургас. Завършва висша математика, а второто и образование е „Счетоводство и контрол“. Собственик на счетоводна къща, член на Областно ръководство на ПП ГЕРБ Бургас и общински съветник в ОС Бургас., председател на групата общински съветници от ПП „ГЕРБ“, председател на Комисията по бюджет и финанси.

### Парламентарна дейност
На 9 ноември 2011 година става член на парламентарната група на ГЕРБ, както и член на Комисията по бюджет и финанси. На 1 декември 2011 година става член на групите за приятелство между България и Белгия, Бразилия, Великобритания, Германия, Испания, Китай, Япония. На 23 март 2012 година е избрана за заместник-председател на Временната анкетна комисия за проучване на причините, довели до повишаване цените на определени групи лекарствени продукти, заплащани със средства от бюджета на НЗОК и/или републиканския бюджет и предлагане на възможни мерки за намаляване на публичните разходи.

#### Внесени законопроекти
Тя е вносител на законопроектите:
- За допълнение на Закона за морските пространства, вътрешните водни пътища и пристанищата на Република България (15 февруари 2012)
- За изменение и допълнение на Наказателния кодекс (28 март 2012)